# Jean de Ronay
Fra' Jean de Ronay (lat.: fratis Joannis de Ronay; † 11. Februar 1250 in der Schlacht von al-Mansura) war ein Ritter des Johanniterordens, und als dessen Vizemeister der faktische Ordensführer zwischen den Jahren 1244 und 1250. Seine familiäre Herkunft ist unklar, womöglich stammte er aus der Champagne oder er war ein Angehöriger einer Ritterfamilie gleichen Namens, die im frühen 13. Jahrhundert in Akkon ansässig war.
Im Jahr 1241 war Ronay der Komtur der Johanniter in Tripolis. Die verheerende Niederlage der Christen in der Schlacht von La Forbie (18. Oktober 1244) brachte den Johanniterorden an den Rand des Zusammenbruchs. Neben den Verlust einer großen Anzahl an Rittern verlor der Orden auch seinen Großmeister Guillaume de Châteauneuf in die Gefangenschaft des Sultans von Ägypten. Als preceptoris generalis war Ronay danach der ranghöchste Ordensritter im heiligen Land, wurde deshalb auf dem Konvent im Jahr 1245 zum vices magistri gerentis ernannt und mit der Leitung des Ordens in Stellvertretung des abwesenden Großmeisters betraut. In den folgenden vier Jahren war Ronay mit der Reorganisation des Ordens beschäftigt, wofür er unter anderem bei König Alfons X. von Kastilien und Kaiser Friedrich II. um Unterstützung bat. Mit letzterem war der Johanniterorden traditionell eng verbunden, aber 1248 erging von Papst Innozenz IV. an die Ritterorden im heiligen Land die Weisung, die Absetzung des Kaisers und dessen Sohnes Konrad II. als König von Jerusalem anzuerkennen.
Im Herbst 1248 schloss sich Ronay mit einem kleinen Ordenskontingent auf Zypern dem Kreuzzug König Ludwigs IX. des Heiligen von Frankreich gegen Ägypten (Sechster Kreuzzug) an. Nach der Einnahme von Damiette (Juni 1249) blieb der größte Teil der Ordensritter zur Sicherung der Stadt zurück, während Ronay mit einem kleinen Gefolge am Vormarsch des Heers nach Kairo teilnahm. Beim Kampf um al-Mansura gehörten die Johanniter wie auch die Templer der Vorhut unter dem Kommando des Grafen Robert von Artois an und nahmen folglich am 8. Februar 1250 an dem verhängnisvollen Angriff auf die Stadt teil. Nach dem Bericht eines anonymen Templers überlebte nur ein Johanniter diesen gescheiterten Angriff. Dies dürfte Ronay gewesen sein, da laut Joinville er es gewesen war, der den König vom Tod dessen Bruders unterrichtete.
Jean de Ronay wurde in der anschließenden Schlacht vor al-Mansura am 11. Februar 1250 getötet, wie auch der Templergroßmeister Guillaume de Sonnac.